# چاک دارلینگ

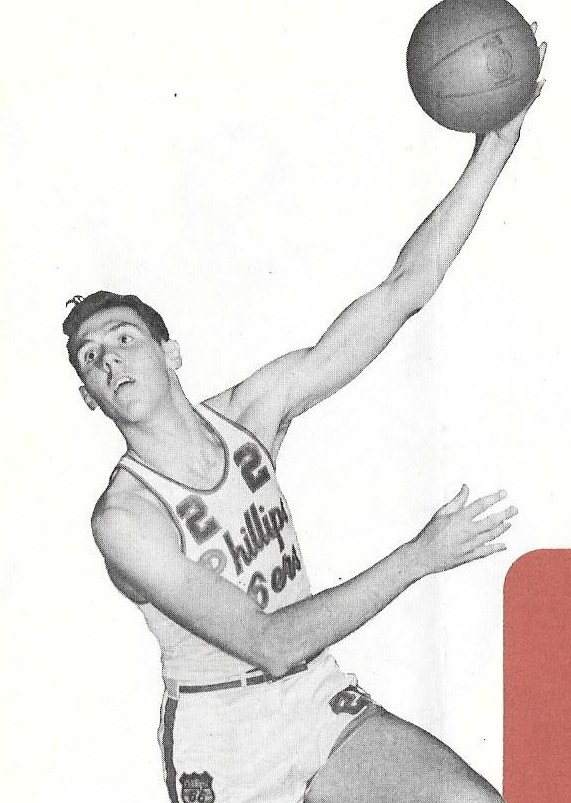
چاک دارلینگ - ۱۹۵۲

چاک دارلینگ (انگلیسی: Chuck Darling؛ (زادهٔ ۲۰ ژوئن ۱۹۳۳ – درگذشتهٔ ۱ مهٔ ۲۰۲۱) یک بازیکن بسکتبال اهل ایالات متحده آمریکا بود.